# Цай Минлян
Цай Минля́н (кит. 蔡明亮, пиньинь Cài Míngliàng, род. 27 октября 1957) — кинорежиссёр, видный представитель тайваньского кинематографа, обладатель премий ряда престижных европейских кинофестивалей, в том числе «Золотого льва» Венецианского кинофестиваля.

## Биография
Родился 27 октября 1957 года в городе Кучинге (Малайзия). В возрасте 20 лет приехал на Тайвань. В 1998 году окончил в Тайбэе факультет драматургии и кинематографии Университета китайской культуры, после чего работал продюсером, сценаристом и телережиссёром в Гонконге.

## Награды
Среди достижений Цая «Золотой лев» (лучшая картина) за «Да здравствует любовь» на Венецианском кинофестивале в 1994 году, Приз Большого жюри — Серебряный лев за фильм «Бродячие псы» на Венецианском кинофестивале в 2013 году, «Серебряный медведь» (специальный приз жюри) в 1998 году за «Реку» на Берлинском кинофестивале, премия ФИПРЕССИ на Каннском кинофестивале за фильм «Дыра», а также «Серебряный медведь» как лучшему режиссёру на Берлинале-2005 за ленту «Капризное облако».

## Фильмография
- «Восход солнца»

### Художественные фильмы
- 1992 — Бунтари неонового бога / Rebels of the Neon God
- 1994 — Да здравствует любовь[англ.] / Vive l’amour
- 1997 — Река[англ.] / The River
- 1998 — Дыра[англ.] / The Hole
- 2001 — А у вас который час? / What Time Is It There?
- 2003 — Прибежище дракона[англ.] / Goodbye, Dragon Inn
- 2005 — Капризное облако / The Wayward Cloud
- 2006 — Не хочу спать одна[англ.] / I Don’t Want to Sleep Alone
- 2007 — У каждого своё кино / Chacun son cinéma — эпизод «Это сон»
- 2009 — Лицо / Visage
- 2013 — Бродячие псы / Jiaoyou
- 2014 — Путешествие на Запад[англ.] / Xi You
- 2020 — Дни[англ.] / Rìzi

### Короткометражные фильмы
- 2001 — A Conversation with God
- 2002 — The Skywalk Is Gone

### Телевизионные фильмы
- 1989 — Endless Love
- 1989 — The Happy Weaver
- 1989 — Far Away
- 1989 — All Corners of the World
- 1989 — Li Hsiang’s Love Line
- 1989 — My Name is Mary
- 1990 — Ah-Hsiung’s First Love
- 1991 — Give Me a Home
- 1991 — Boys
- 1991 — Hsio Yueh’s Dowry
- 1995 — My New Friends